# Thou Shalt Not Steal (film 1911 Reliance)
Thou Shalt Not Steal è un cortometraggio muto del 1911. Il nome del regista non viene riportato nei credit.

## Produzione
Il film venne prodotto dalla Reliance Film Company

## Distribuzione
Distribuito dalla Motion Picture Distributors and Sales Company, il film - un cortometraggio di una bobina - uscì nelle sale cinematografiche USA il 29 luglio 1911.